# Prix Mishima
Pour les articles homonymes, voir Mishima.

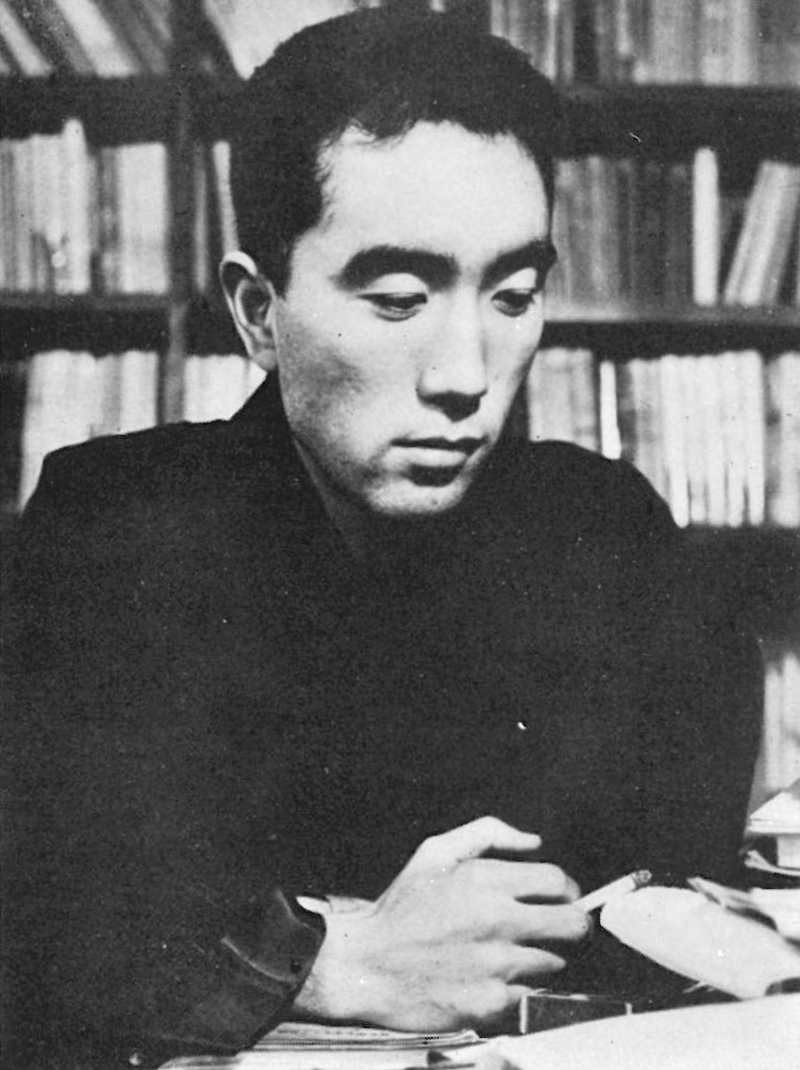
Yukio Mishima.

Le Prix Mishima est un prix littéraire japonais créé en hommage à Yukio Mishima

## Liste des lauréats
|    | Année | Lauréat              | Titre                                                                                        | Traduit en français                      |
| -- | ----- | -------------------- | -------------------------------------------------------------------------------------------- | ---------------------------------------- |
| 1  | 1988  | Gen'ichirō Takahashi | 優雅で感傷的な日本野球, Yūga de kanshōteki na Nippon yakyū                                   |                                          |
| 2  | 1989  | Akira Ooka           | 黄昏のストーム・シーディング, Tasogare no sutōmu shīdingu (Tasogare no storm seeding)        |                                          |
| 3  | 1990  | Jūgi Hisama          | 世紀末鯨鯢記, Seikimatsu geigeiki                                                            |                                          |
| 4  | 1991  | Kazumi Saeki         | ア・ルース・ボーイ, A rūsu bōi (A loose boy)                                                 |                                          |
| 5  | 1992  | Pas de Lauréat       |                                                                                              |                                          |
| 6  | 1993  | Chōkitsu Kurumatani  | 塩壺の匙, Shiotsuba no saji                                                                  |                                          |
| 6  | 1993  | Kazuya Fukuda        | 日本の家郷 , Nihon no kakyō                                                                  |                                          |
| 7  | 1994  | Yoriko Shono         | 二百回忌, Nihyakkaiki                                                                        |                                          |
| 8  | 1995  | Masayo Yamamoto      | 緑色の濁ったお茶あるいは幸福の散歩道, Midoriiro no nigotta ocha aruiwa kōfuku no sanpomichi, |                                          |
| 9  | 1996  | Hisaki Matsuura      | 折口信夫論, Shinobu Orikuchi-ron                                                             |                                          |
| 10 | 1997  | Satoru Higuchi       | 三絃の誘惑 近代日本精神史覚え書, Sangen no yūwaku: Kindai Nihon seishin-shi oboe-gaki        |                                          |
| 11 | 1998  | Kyoji Kobayashi      | カブキの日, Kabuki no hi                                                                     |                                          |
| 12 | 1999  | Suzuki Seigō         | ロックンロールミシン, Rokkun rōru mishin (Rock’n’Roll mishin)                                |                                          |
| 12 | 1999  | Toshiyuki Horie      | おぱらばん, Oparaban                                                                         |                                          |
| 13 | 2000  | Tomoyuki Hoshino     | 目覚めよと人魚は歌う, Mezameyo to ningyo wa utau                                             |                                          |
| 14 | 2001  | Shinji Aoyama        | EUREKA                                                                                       |                                          |
| 14 | 2001  | Masaya Nakahara      | あらゆる場所に花束が……, Arayuru basho ni hanataba ga......                                   |                                          |
| 15 | 2002  | Masatsugu Ono        | にぎやかな湾に背負われた船, Nigiyaka na wan ni seowareta fune                                |                                          |
| 16 | 2003  | Ōtarō Maijō          | 阿修羅ガール, Ashura gāru (Asura girl)                                                       | Ashura Girl, Les Éditions d'Est en Ouest |
| 17 | 2004  | Toshihiko Yahagi     | ららら科學の子, Rarara kagaku no ko                                                          |                                          |
| 18 | 2005  | Maki Kashimada       | 六〇〇〇度の愛, Rokusendo no ai                                                              |                                          |
| 19 | 2006  | Hideo Furukawa       | LOVE                                                                                         |                                          |
| 20 | 2007  | Yūya Satō            | 1000の小説とバックベアード, Sen no shōsetsu to bakkubeādo                                    |                                          |
| 21 | 2008  | Shin’ya Tanaka       | 切れた鎖, Kireta kusari                                                                      |                                          |
| 22 | 2009  | Shiro Maeda          | 夏の水の半魚人, Natsu no mizu no hangyojin                                                   |                                          |
| 23 | 2010  | Hiroki Azuma         | クォンタム・ファミリーズ, Kwontamu famirīzu (Quantum Families)                               |                                          |
| 24 | 2011  | Natsuko Imamura      | こちらあみ子, Kochira Amiko                                                                  |                                          |
| 25 | 2012  | Jungo Aoki           | 私のいない高校, Watashi no Inai Kōkō                                                         |                                          |
| 26 | 2013  | Sayaka Murata        | しろいろの街の、その骨の体温の, Shiro-iro no machi no, sono hone no Taion no                 |                                          |
| 27 | 2014  | Yukiko Motoya        | 自分を好きになる方法, Jibun o suki ni naru hōhō                                              | Comment apprendre à s'aimer, Picquier    |
| 28 | 2015  | Takahiro Ueda        | 私の恋人, Watashi no koibito                                                                 |                                          |
| 29 | 2016  | Shigehiko Hasumi     | 伯爵夫人, Hakushaku fujin                                                                    |                                          |
| 30 | 2017  | Yusuke Miyauchi      | カブールの園, Kabul no sono                                                                  |                                          |
| 31 | 2018  | Natsuki Koyata       | 無限の玄, Mugen no gen                                                                       |                                          |
| 32 | 2019  | Michiko Mikuni       | いかれころ, Ikarekoro                                                                        |                                          |
| 33 | 2020  | Rin Usami            | かか, Kaka                                                                                   |                                          |
| 34 | 2021  | Yūsuke Norishiro     | 旅する練習, Tabi suru Renshū                                                                 |                                          |
| 35 | 2022  | Toshiki Okada        | ブロッコリー・レボリューション, Brocoli Revolution                                           |                                          |
| 36 | 2023  | Aki Asahina          | 植物少女, Shokubutsu Shōjo                                                                   |                                          |
| 37 | 2024  | Stephanie-Kanto Ōta  | みどりいせき, Midori Iseki                                                                   |                                          |